# Лагардер (Жер)
Лагарде́р (фр. Lagardère) — коммуна во Франции, находится в регионе Окситания. Департамент — Жер. Входит в состав кантона Валанс-сюр-Баиз. Округ коммуны — Кондом.
Код INSEE коммуны — 32178.

## География
Коммуна расположена приблизительно в 580 км к югу от Парижа, в 95 км западнее Тулузы, в 30 км к северо-западу от Оша.

## Климат
Климат умеренно-океанический. Лето жаркое и немного дождливое, температура часто превышает 35 °С. Зимой часто бывает отрицательная температура и ночные заморозки. Годовое количество осадков — 700—900 мм.

## Население
Население коммуны на 2010 год составляло 68 человек.
| 1962 | 1968 | 1975 | 1982 | 1990 | 1999 | 2006 | 2010 | 2011 | 2016 | 2017 |
| ---- | ---- | ---- | ---- | ---- | ---- | ---- | ---- | ---- | ---- | ---- |
| 104  | 81   | 81   | 75   | 58   | 54   | 67   | 68   | 70   | 76   | 78   |

## Администрация
| Период | Период | Фамилия     | Партия | Примечания |
| ------ | ------ | ----------- | ------ | ---------- |
| 2001   | 2020   | Патрик Дюбо |        |            |

## Экономика
В 2010 году среди 43 человек трудоспособного возраста (15-64 лет) 26 были экономически активными, 17 — неактивными (показатель активности — 60,5 %, в 1999 году было 60,6 %). Из 26 активных жителей работали 25 человек (14 мужчин и 11 женщин), безработным был 1 мужчина. Среди 17 неактивных 6 человек были учениками или студентами, 9 — пенсионерами, 2 были неактивными по другим причинам.

## Достопримечательности
- Замок Лагардер[фр.] (XIII век). Исторический памятник с 1922 года[4]